# 魏厄
魏厄是德国下萨克森州的一个市镇。总面积60.28平方公里，总人口30308人，其中男性14962人，女性15346人（2011年12月31日），人口密度503人/平方公里。